# Renocera striata
Renocera striata är en tvåvingeart som först beskrevs av Johann Wilhelm Meigen 1830.  Renocera striata ingår i släktet Renocera och familjen kärrflugor. Arten är reproducerande i Sverige. Inga underarter finns listade i Catalogue of Life.